# 新北市區公車795路線
新北市區795路線由臺北客運營運，起點為捷運動物園站、終點為平溪十分寮，目前也是台灣好行木柵平溪線的觀光景點接駁車與新北市跨區幹線公車。

## 簡介
- 本路線最初是臺北客運16
- 2009年6月1日：改為4碼的公路客運，番號訂為1076
- 2013年1月1日：劃歸為新北市所管轄的路線，並改號為795，為臺北市往平溪區唯一的公車，同年2月2日加入台灣好行觀光景點接駁車體系，為台灣好行木柵平溪線。
- 本路線公車固定班次行經十分寮以及平溪，詳情請參見固定班次表[1]
- 本線於2018年4月起納入新北市跨區幹線公車行列，配合臺北市第二階段幹線公車同步實施轉乘優惠。[2]
- 本路線配置低地板公車。
- 為了避免上下車人潮混亂，本路線在捷運木柵站往平溪方向站牌僅開放前門，並在地板畫設候車線讓乘客排隊候車。
- 2025年7月1日：臺北客運木柵站配合環狀線南環段動工遷移，木柵端調整動線，改由捷運動物園站出發，經由新光路二段-新光路一段-萬壽橋-秀明路一段-木柵路三、四、五段-接原線。調整後新增捷運動物園站、貓纜動物園站、萬壽橋頭(新光)、木柵國小、華夏六村、久康街口站位；裁撤木柵站、文山一分局站位。[3]
- 2025年8月25日：調整班次[4]

## 行經重點站名
- 捷運動物園站 MRT Taipei Zoo Sta.
- 木柵 Muzha
- 捷運木柵站 MRT Muzha Sta.
- 深坑老街 Shenkeng Old Street
- 姑娘廟 Gunlang Temple
- 菁桐坑(菁桐車站) Jington Keng (Jington Rallway Sta.)
- 平溪老街(平溪車站) Pinxi Old Street (Pinxi Rallway Sta.)
- 十分寮(老街)(十分車站) Shifenliao Old Street (Shifen Rallway Sta.)

## 外部連結
- 臺北客運 （页面存档备份，存于）
- 大臺北公車795往十分寮
- 大臺北公車795往木柵
- 大臺北公車795往平溪
- 暢行台北公車客運資訊站的Facebook專頁